# Domanivka (huyện)
Huyện Domanivka (tiếng Ukraina: Доманівський район, chuyển tự: Domanivkas'kyi raion) là một huyện của tỉnh Mykolaiv thuộc Ukraina. Huyện Domanivka có diện tích 1458 km², dân số theo điều tra dân số ngày 5 tháng 12 năm 2001 là 28945 người với mật độ 20 người/km2. Trung tâm huyện nằm ở Domanivka.